# Resolutie 840 Veiligheidsraad Verenigde Naties
Resolutie 840 van de Veiligheidsraad van de Verenigde Naties werd unaniem door de
VN-Veiligheidsraad goedgekeurd op 15 juni 1993.

## Achtergrond
In 1979 werd na de val van het Rode Khmer-regime en met steun van Vietnam en de Sovjet-Unie de
Volksrepubliek Kampuchea opgericht. Het land werd gedurende het volgende decennium door Vietnam gecontroleerd
via een marionettenregering. Die werd gedurende dat decennium bevochten door een regering in ballingschap
die bestond uit de koningsgezinde Funcinpec, de Rode Khmer en het in 1982 gevormde Nationaal Volksbevrijdingsfront.
In augustus 1989 kwamen de vier partijen en vertegenwoordigers van achttien landen bijeen in de door de
Verenigde Naties gesponsorde Conferentie van Parijs. Toen een finaal akkoord eindelijk in zicht was werd
de VN-Vooruitgangsmissie in Cambodja (UNAMIC) opgericht om toe te zien op de naleving van het staakt-het-vuren.
De missie bereidde ook de komst van de VN-Overgangsautoriteit (UNTAC) voor die de in Parijs gesloten akkoorden
in de praktijk moest brengen.

## Inhoud
De Veiligheidsraad:
- Bevestigt de resoluties 668, 745, 810, 826 en 835.
- Neemt nota van de secretaris-generaals rapport en de verklaring over de verkiezingen van 23 tot 28 mei erin.
- Huldigt het leiderschap en de rol van prins Norodom Sihanouk bij de nationale verzoening en het herstel van de vrede in Cambodja.
- Waardeert de VN-Overgangsautoriteit en de Speciale Vertegenwoordiger van de secretaris-generaal voor het vlotte verloop van het verkiezingsproces.
- Bevestigt de nationale eenheid, territoriale integriteit en onschendbaarheid en de onafhankelijkheid van Cambodja.
- Verwelkomt dat de verkozen grondwetgevende vergadering op 14 juni voor het eerst vergaderde.

1. Keurt het rapport goed.
2. Onderschrijft de uitslag van de verkiezingen.
3. Roept alle partijen op de uitslag te respecteren en samen te werken aan een vreedzame overgang.
4. Steunt de verkozen grondwetgevende vergadering die begonnen is aan een nieuwe grondwet.
5. Benadrukt dat dit werk zo snel mogelijk moet worden afgerond en een nieuwe regering moet worden gevormd.
6. Vraagt UNTAC haar rol te blijven spelen tijdens de overgangsperiode.
7. Vraagt de secretaris-generaal midden juli te rapporteren over de mogelijke rol van de VN na het mandaat van UNTAC.
8. Vraagt alle landen en internationale organisaties bij te dragen aan de heropbouw en rehabilitatie van Cambodja.
9. Besluit actief op de hoogte te blijven.

## Verwante resoluties
- Resolutie 826 Veiligheidsraad Verenigde Naties
- Resolutie 835 Veiligheidsraad Verenigde Naties
- Resolutie 860 Veiligheidsraad Verenigde Naties
- Resolutie 880 Veiligheidsraad Verenigde Naties

Lijst ·  800 ·  801 ·  802 ·  803 ·  804 ·  805 ·  806 ·  807 ·  808 ·  809 ·  810 ·  811 ·  812 ·  813 ·  814 ·  815 ·  816 ·  817 ·  818 ·  819 ·  820 ·  821 ·  822 ·  823 ·  824 ·  825 ·  826 ·  827 ·  828 ·  829 ·  830 ·  831 ·  832 ·  833 ·  834 ·  835 ·  836 ·  837 ·  838 ·  839 ·  840 ·  841 ·  842 ·  843 ·  844 ·  845 ·  846 ·  847 ·  848 ·  849 ·  850 ·  851 ·  852 ·  853 ·  854 ·  855 ·  856 ·  857 ·  858 ·  859 ·  860 ·  861 ·  862 ·  863 ·  864 ·  865 ·  866 ·  867 ·  868 ·  869 ·  870 ·  871 ·  872 ·  873 ·  874 ·  875 ·  876 ·  877 ·  878 ·  879 ·  880 ·  881 ·  882 ·  883 ·  884 ·  885 ·  886 ·  887 ·  888 ·  889 ·  890 ·  891 ·  892